# CCI Luhmühlen

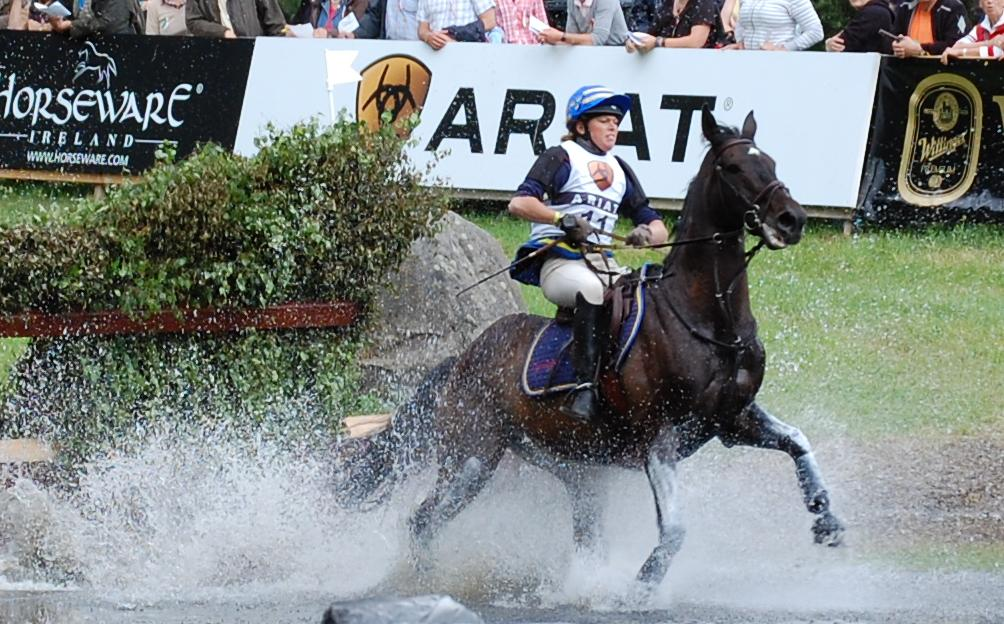
Der Wasserdurchritt zählt zu den beliebtesten Hindernissen des Geländeritts beim CCI Luhmühlen

Der CCI Luhmühlen ist eine internationale Turnierveranstaltung in Luhmühlen. Sie zählt als CCI 5*-L zu den wichtigsten Turnieren im Vielseitigkeitsreiten.

## Das Turnier

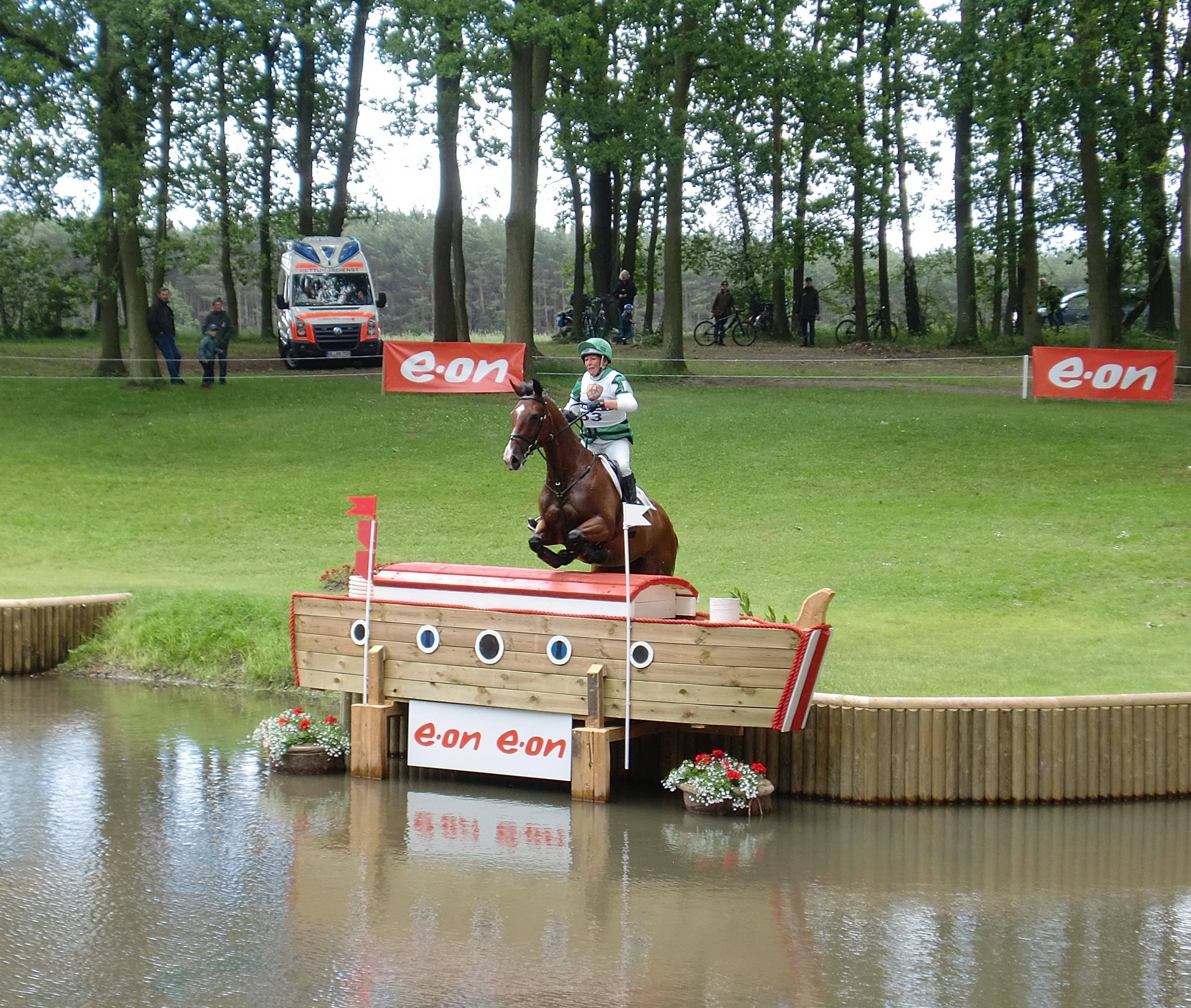
Mary King und Kings Temptress am Einsprung des e.on-Teichs

Jedes Jahr, Mitte Juni, findet in Luhmühlen ein internationales Vielseitigkeits-Reitturnier statt. Die Hauptprüfung dieses Turniers ist als CCI 5*-L (bis 2018 als CCI 4* bezeichnet) ausgeschrieben und ist somit neben dem Turnier in Pau (Frankreich) das einzige Turnier auf dem europäischen Festland, das in dieser höchsten Kategorie für Vielseitigkeitsturniere ausgetragen wird.
Das Preisgeld beim Fünf-Sterne-Wettbewerb beträgt 100.000 €. Die Prüfung war Teil der von 2008 bis 2017 ausgerichteten FEI Classics.
Neben dem Fünf-Sterne-Wettbewerb ist außerdem ein CCI 4*-S (bis 2018 als CIC 3* bezeichnet), die „Meßmer Trophy“, ausgeschrieben. Dieser stand ursprünglich im Zeichen der Nachwuchspferde und Nachwuchsreiter. Als regelmäßiger Rahmen für die Deutschen Meisterschaften gehen inzwischen die besten deutschen Paare häufig hier statt im CCI 5*-L an den Start. Die Meßmer Trophy ist mit 20.000 € dotiert.

## Geschichte

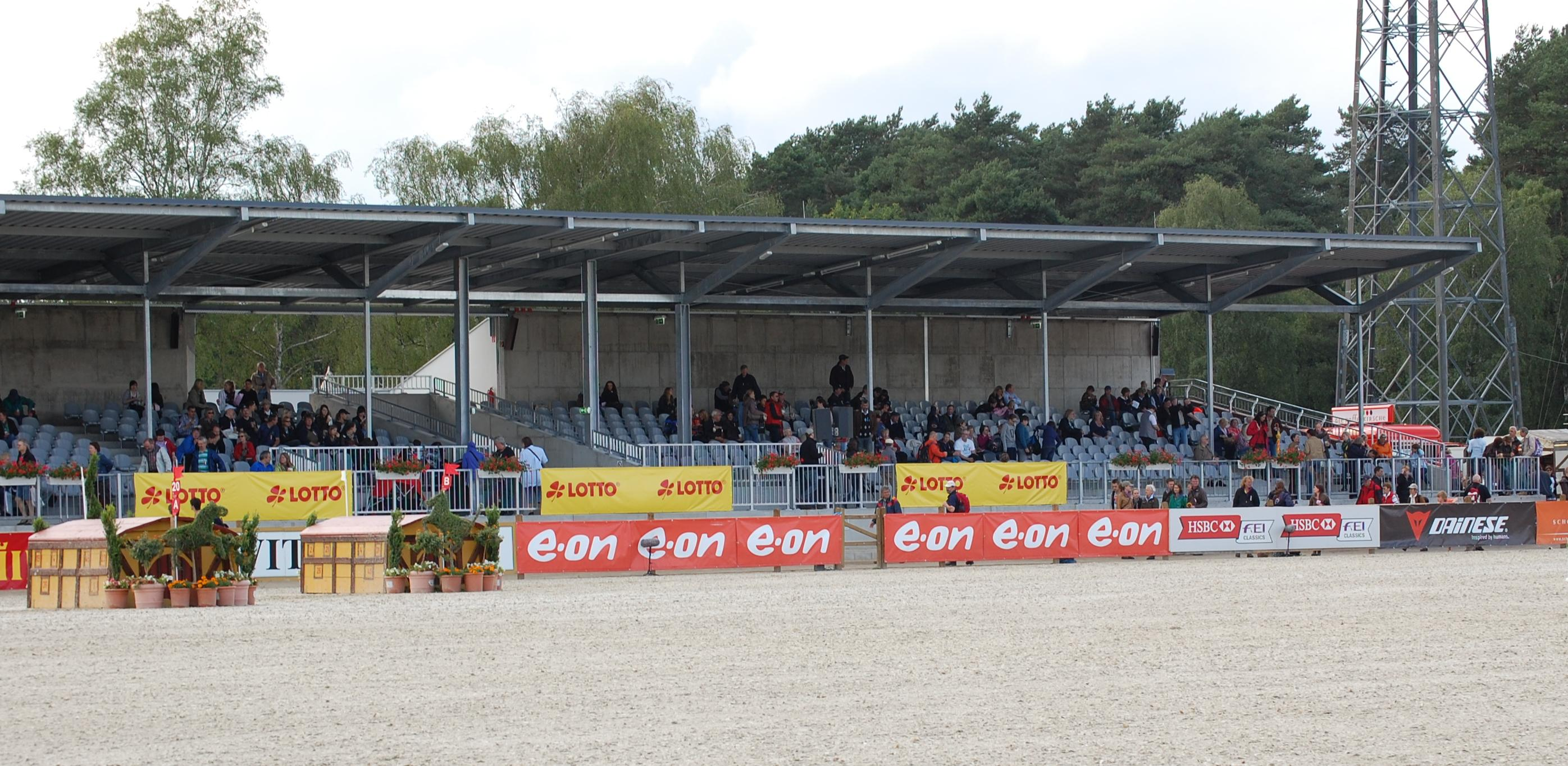
Turnierplatz, Westseite mit Tribünen nach dem Umbau (mehr Bilder, auch im Vergleich zum Zustand vor dem Umbau, siehe CCI Luhmühlen.)

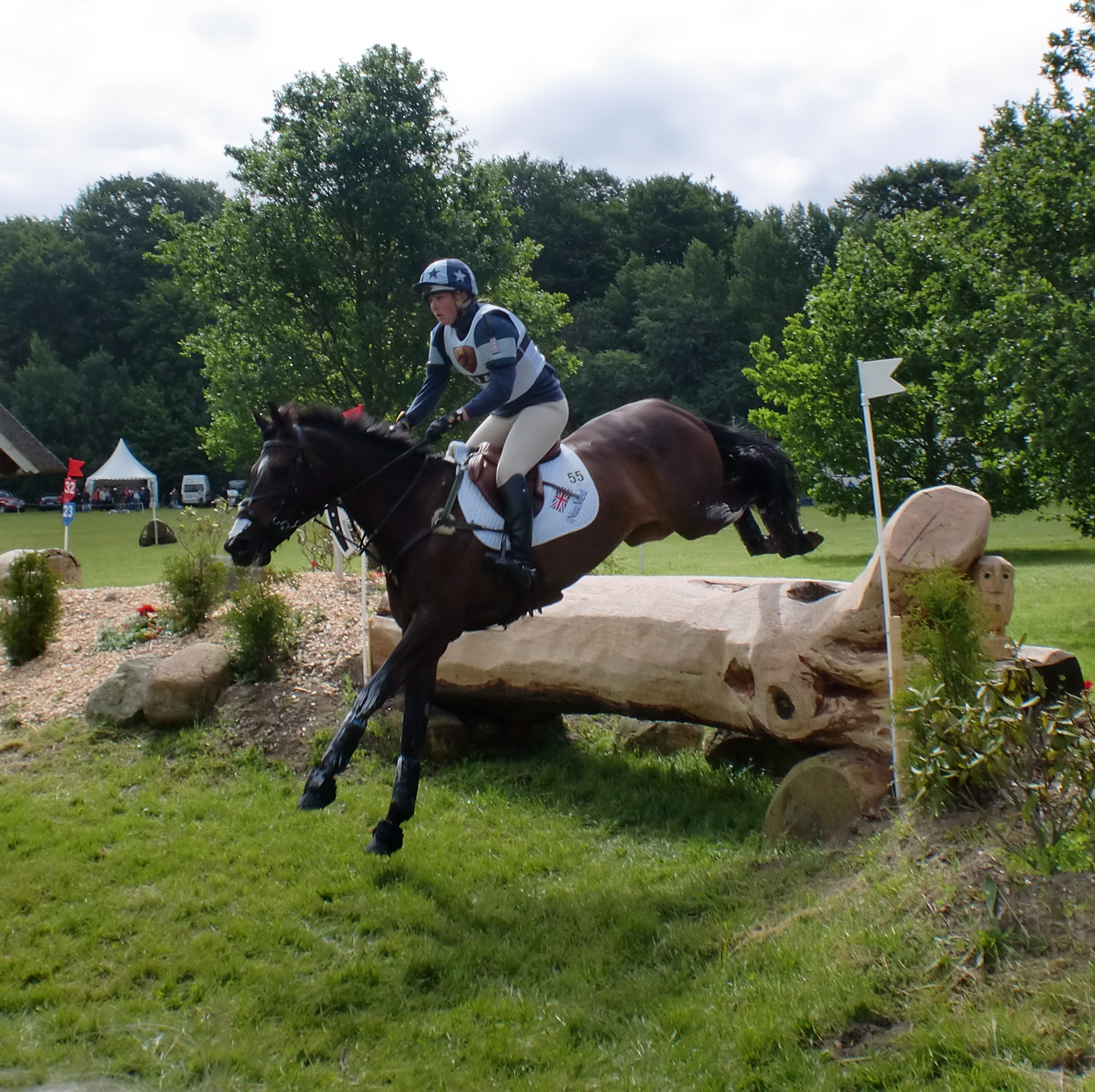
Lucy Wiegersma und Granntevka Prince am Hindernis 1 des CCI 4* Luhmühlen 2010

Am 26./27. Mai 1923 wurde beim austragenden Verein, dem Pferdezucht- und Reitverein Luhmühlen, das erste Vereinsturnier durchgeführt. 1931 wurde eine 400 Sitze fassende Tribüne gebaut. Diese wurde 1992 wiederum durch eine neue, moderne Tribüne ersetzt.
Schließlich folgte nach dem Zweiten Weltkrieg der Aufstieg Luhmühlens als Veranstaltungsort. Es begann 1956 mit der Stubbendorf-Vielseitigkeitsprüfung; 1958 kam die Olympiavorbereitung der Military (veraltete Bezeichnung für die Vielseitigkeitsreiterei) hinzu. Damit war der Weg für das Aufsteigen zu einem international bedeutsamen Vielseitigkeitsturnier geebnet, der seither den Ort prägt.
Zwischen den Turnieren 2010 und 2011 erfolgte im Vorfeld der Europameisterschaften auf dem Gelände ein weitgehender Umbau im Bereich des Turnierplatzes. Neben weitgehendem Neubau der Tribüne entstanden befestigte Parkplätze, befestigte Plätze für Stallungen, ein neuer Eingangsbereich und ein Mehrzweckgebäude für Meldestelle, Pressezentrum und Richterturm. Anstelle der bisherigen Rasen-Turnier- und Vorbereitungsplätze entstehen ein Sandplatz für die Springprüfung, zwei Sandplätze für die Dressur und zwei Abreiteplätze. Geplant war zudem, den neuen Turnierplatz auch für weitere, auch nicht reitsportliche Veranstaltungen zu nutzen.
Im Jahr 2011 wurden in Luhmühlen die Europameisterschaften der Vielseitigkeitsreiter ausgetragen. Damit fanden zum fünften Mal nach 1975, 1979, 1987 und 1999 Europameisterschaften in Luhmühlen statt. Insgesamt wurde hier zum dreißigsten Mal seit 1953 um europäische Titel in der Einzel- und Mannschaftswertung geritten.
Der Tod Benjamin Winters durch die Folgen eines Sturzes und des von Tom Crisp gerittenen Pferdes Liberal durch einen Aortenabriss überschattete das Turnier des Jahres 2014. Auf Wunsch der Mutter Winters, dem sich die Reiter anschlossen, wurde das Turnier zwar fortgesetzt, auf die im Rahmen des CIC 3* vorgesehene Vergabe des deutschen Meistertitels wurde jedoch verzichtet. Stattdessen wurde der Turniersonntag als stille Veranstaltung, ohne Musik, mit Flaggen auf halbmast sowie mit einer Trauerzeremonie und einer Schweigeminute ausgetragen.
Von 2005 bis 2016 gestaltete Mark Phillips jeweils den Geländeparcours von Luhmühlen. Zum 60. Turnierjubiläum im Jahr 2017 übernahm der Brite Mike Etherington-Smith die Aufgabe als Parcoursbauer. Etherington-Smith war bereits mehrfach für die Geländekurse von Olympischen Spielen verantwortlich.
Die für Juni 2020 vorgesehene Austragung der Luhmühlener Vielseitigkeit entfiel im Zuge der COVID-19-Pandemie. Die CCI 4*-S-Prüfung mit den deutschen Meisterschaften wurde Anfang Oktober 2020 nachgeholt.

## Sieger

### Nationale Prüfungen von 1958 bis 1973
| - 1958: August Lütke-Westhues mit Trux von Kamax - 1959: Reiner Klimke mit Fortunat - 1960: Hans Günter Winkler mit Bellona - 1961: Fritz Ligges mit Föhn - 1962: Fritz Ligges mit Donkosak - 1963: Horst Karsten mit Condora - 1964: Jochen Mehrdorf mit Iltschi - 1965: Horst Karsten mit Angelika - 1966: Lutz Goessing mit Rebell - 1967: Lutz Goessing mit Rebell |  |  | - 1968: Jochen Mehrdorf mit Lapislazuli - 1969: Otto Ammermann mit Alpaca - 1970: Bernd Messmann mit Windspiel - 1971: Karl Schultz mit Pisco (Abteilung A), Fritz Pape mit Prince Browny (Abteilung B) - 1972: Lutz Goessing mit Chicago - 1973: Horst Karsten mit Sioux |

In den Jahren 1962, 1963, 1965, 1966, 1967, 1969, 1970 und 1973 fand im Rahmen der Prüfung jeweils auch die Deutsche Meisterschaft statt.

### Internationale Prüfungen von 1975 bis 2003
- 1975:  Lucinda Prior-Palmer mit Be Fair (Europameisterschaft 1975)
- 1976:  Wolf Freise mit Taranga
- 1977:  Horst Karsten mit Sioux (zugleich Deutscher Meister)
- 1978:  Otto Ammermann mit Volturno (zugleich Deutscher Meister)
- 1979:  Nils Haagensen mit Monaco (Europameisterschaft 1979)
- 1980:  John Michael Plumb mit Better and Better
- 1981:  Horst Karsten mit Takar (zugleich Deutscher Meister)
- 1982:  Lucinda Green mit Be Fair (Weltmeisterschaft 1982)
- 1983:  Claus Erhorn mit Fair Lady (zugleich Deutscher Meister)
- 1984:  Lorna Clarke mit Glentrool
- 1986:  Mark Todd mit Charisma
- 1987:  Virginia Holgate-Leng mit Nightcap (Europameisterschaft 1987)
- 1989:  Robert Lemieux mit Bally Murphy (Deutscher Meister:  Hans-Friedrich Nagel mit Slainey Time)
- 1990:  Reinhold Autmaring mit Aline
- 1991:  Pippa Nolan mit Sir Barnaby (Deutscher Meister:  Matthias Baumann mit Alabaster)
- 1992:  Peder Fredericson mit Hilly Trip (Deutscher Meister:  Matthias Baumann mit Alabaster)
- 1993:  Marina Loheit mit Sundance Kid (zugleich Deutsche Meisterin)
- 1994:  Piia Pantsu mit Cyna
- 1995:  Piia Pantsu mit Cyna (Deutsche Meisterin:  Edith Beine mit Timothy)
- 1996:  Andrew Hoy mit Gershwin (Deutscher Meister:  Bodo Battenberg mit Sam the Man)
- 1997:  Blyth Tait mit Aspyring (Deutscher Meister:  Bodo Battenberg mit Sam the Man)
- 1998:  Inken Johannsen mit Brilliante (zugleich Deutsche Meisterin)
- 1999:  Pippa Funnell mit Supreme Rock (Europameisterschaft 1999)
- 2000:  Edith Beine mit Pa’s Hope (Deutsches Nationenpreisturnier)
- 2001:  Piia Pantsu mit Karuso (Deutsche Meisterin:  Ingrid Klimke mit Robinson’s Concord)
- 2002:  Andrew Hoy mit Moon Fleet (Deutsche Meisterin:  Bettina Hoy mit Ringwood Cockatoo)
- 2003:  William Fox-Pitt mit Tom Cruise (Deutscher Meister:  Frank Ostholt mit Air Jordan)[10]

### Internationale Prüfungen seit 2004

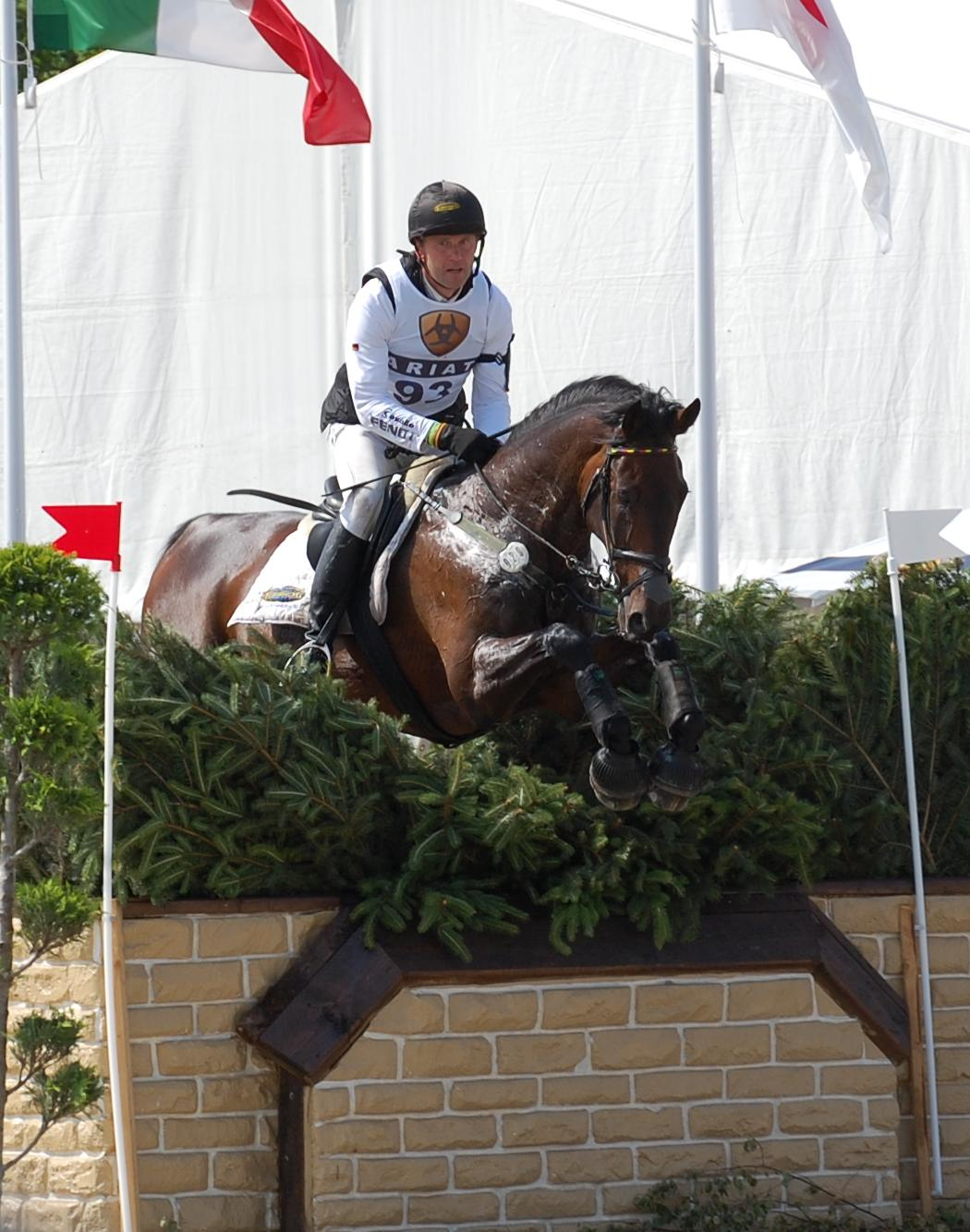
Das Siegerpaar des Jahres 2011 im CCI 4*

| Jahr | Sieger CIC*** (2004) / CCI**** (2005–2018) / CCI 5*-L (ab 2019) | Sieger CIC** (bis 2007) / CIC*** (2008–2018) / CCI 4*-S (ab 2019) |
| ---- | --------------------------------------------------------------- | ----------------------------------------------------------------- |
| 2004 | Andrew Hoy mit Mr. Pracatan                                     | Marc Fiege mit Armani                                             |
| 2005 | Bettina Hoy mit Ringwood Cockatoo                               | Kai Rüder mit Sundancer                                           |
| 2006 | Frank Ostholt mit Air Jordan                                    | Ingrid Klimke mit FRH Butts Abraxxas                              |
| 2007 | Ruth Edge mit Two Thyme                                         | Julia Mestern mit Schorsch                                        |
| 2008 | William Fox-Pitt mit Macchiato                                  | Bettina Hoy mit Ringwood Cockatoo                                 |
| 2009 | Michael Jung mit Sam FBW                                        | Ingrid Klimke mit FRH Butts Abraxxas                              |
| 2010 | Sharon Hunt mit Tankers Town                                    | Simone Deitermann mit Flambeau H                                  |
| 2011 | Andreas Dibowski mit Butts Leon                                 | Andreas Ostholt mit Franco Jeas                                   |
| 2012 | Michael Jung mit Leopin                                         | Michael Jung mit River of Joy                                     |
| 2013 | Andrew Nicholson mit Mr Cruise Control                          | Michael Jung mit Halunke FBW                                      |
| 2014 | Tim Price mit Wesko                                             | Andrew Hoy mit Cheeky Calimbo                                     |
| 2015 | Ingrid Klimke mit FRH Escada                                    | Andreas Ostholt mit So is Et                                      |
| 2016 | Andreas Dibowski mit It's Me xx                                 | Sandra Auffarth mit Opgun Louvo                                   |
| 2017 | Julia Krajewski mit Samourai du Thot                            | Bettina Hoy mit Seigneur Medicott                                 |
| 2018 | Jonelle Price mit Faerie Dianimo                                | Julia Krajewski mit Samourai du Thot                              |
| 2019 | Tim Price mit Ascona M                                          | Julia Krajewski mit Samourai du Thot                              |
| 2020 | –                                                               | Ingrid Klimke mit Asha P                                          |
| 2021 | Mollie Summerland mit Charly van ter Heiden                     | Michael Jung mit fischerChipmunk FRH                              |
| 2022 | Felix Vogg mit Colero                                           | Michael Jung mit Highlighter                                      |
| 2023 | Laura Collett mit London 52                                     | Julia Krajewski mit Ero de Cantraie                               |
| 2024 | Lara de Liederkerke-Meier mit Hooney d'Arville                  | Yasmin Ingham mit Banzai du Loir                                  |
| 2025 | Rosalind Canter mit Izilot DHI                                  | Julia Krajewski mit Uelzener's Nickel                             |

Anmerkungen:
1. ↑  2004 als Weltcup-Qualifikation ausgeschrieben
2. 1 2 3 4 5 6 7 8 9 10 11  damit zugleich Deutscher Meister